# Syndicus van de Vereniging van Mede-eigenaars
Een syndicus van de VME is in het Belgisch recht het uitvoerend orgaan (natuurlijke persoon of rechtspersoon) van de Vereniging van Mede-eigenaars dat instaat voor de dagelijkse realisatie van het bestuur van de mede-eigendom. Meer specifiek is de syndicus belast met het opvolgen van het onderhoud en de herstellingen van de gemeenschappelijke delen van een bebouwd onroerend goed. 

## Taakomschrijving
Het beheer en werking van de mede-eigendom alsook het statuut van de syndicus wordt geregeld door de artikelen 577-3 tot 577-14 van het Burgerlijk Wetboek betreffende de 'gedwongen mede-eigendom van gebouwen en groepen van gebouwen'  als zodanig gewijzigd sinds 1 september 2010 door de wet van 2 juni 2010 (B.S., 28 juni 2010). 

De syndicus is verantwoordelijk voor het bijeenroepen van de Vereniging van Mede-eigenaars en het uitvoeren van de beslissingen van die Vereniging van Mede-eigenaars. Vooral in appartementsgebouwen, waar meerdere eigenaars een appartement bezitten, voorziet de wet dat de "algemene vergadering" van mede-eigenaars voor de uitvoering van zijn beslissingen een syndicus van de VME aanstelt. Hij kan zelf een van de mede-eigenaars zijn, maar meestal is hij een rechtspersoon of een vooral technisch geschoold persoon die voor het (kleine) onderhoud van de gemeenschappelijke ruimten (trappenhal, ondergrondse garages) met hun technische uitrusting (lift, verwarming, inbraakbeveiliging,...) instaat. Soms doet hij dat zelf, in een groter appartementsgebouw is hij eerder coördinator die daarvoor beroep doet op externe firma's. Het kan ook dat één persoon de syndicus is van meerdere VME.
De syndicus is, als mandataris van de VME, verantwoording verschuldigd aan de algemene vergadering voor zijn beheer. Zijn mandaat is beperkt tot drie jaar, maar is verlengbaar, zo hij dat expliciet vraagt.
Een syndicus mag, indien hij mede-eigenaar is, tijdens de algemene vergadering deelnemen aan de stemmingen, maar hij mag geen mandataris zijn van andere mede-eigenaars.
Een ander personeelslid van de VME (bijvoorbeeld een conciërge), een persoon die werken uitvoert ten laste van de VME, kan echter niet deelnemen aan deze stemmingen, noch in persoon, noch via een mandataris, noch als vertegenwoordiger van een andere mede-eigenaar, ook niet als hij zelf mede-eigenaar is.
Als hij deze functie beroepshalve uitoefent in België, dus niet in het kader van onder andere het beheer van zijn familiefortuin, moet hij zelfstandige zijn en erkend als makelaar. Elke erkende makelaar mag (momenteel) het beroep uitoefenen van "vastgoedmakelaar-syndicus" in België.

## Wet van 2010
De geldende wetgeving werd laatst gewijzigd door de wet van 2 juni 2010 (B.S., 28 juni 2010) en is sinds 1 september 2010 van kracht.
De algemene tendens van de nieuwe wet bestaat erin de mede-eigenaar meer te betrekken bij de werking van zijn VME.
De regels verduidelijken en preciseren het wettelijk kader van het leven in mede-eigendom. Met de wijzigingen heeft men vooral drie belangrijke knelpunten willen aankaarten en oplossen door:
- uitsluitsel en een duidelijk interpretatie te geven aan bestaande controverse rechtspraak
- een zekerheid te bieden aan een moderner beheer bij mede-eigendommen
- een duidelijker omschrijving te geven van de bevoegdheden van de verschillende organen binnen een mede-eigendom

De taken van de syndicus werden meer gedetailleerd beschreven, de mandaatsduur ingeperkt, de wijze van boekhouding genormaliseerd, de registratie in de Kruispuntbank van de Ondernemingen (KBO) wordt verplicht (sinds 1 april 2017 kan dit gebeuren aan een ondernemingsloket), de oprichting van deelverenigingen met of zonder rechtspersoonlijkheid mogelijk gemaakt etc.
Naast de rol als syndicus binnen de mede-eigendommen, bestaat deze rol ook voor voorlopige bewindvoerders en gerechtsdeurwaarders.